# 合葬
『合葬』（がっそう）は、杉浦日向子による日本の漫画、およびそれを原作とした映画作品。
漫画作品は、雑誌『ガロ』で連載され、1984年に第13回日本漫画家協会賞・優秀賞を受賞。

## あらすじ
幕末。将軍徳川慶喜の身辺警護と江戸の秩序守護を目的とした武士組織・彰義隊は、大政奉還によってその存在理由を失った。だが、彰義隊の構成員である青年たちはこの流れを認めず、依然として暗雲立ち込める江戸に居座っていた。
そのひとりである秋津極は、友人福原悌二郎の妹で婚約者である砂世へ別離を言い渡す。それは悪評の立つ彰義隊に夫が腰を落ち着けることで、砂世が蒙る迷惑を案じてのことであったが、悌二郎は納得しなかった。だが極は自らの決心を覆そうとはせず、さらに養子縁組をした家より追い出された青年、吉森柾之助をも隊に引きずり込む。憤懣やるかたない悌二郎は極の上役である森篤之進に極の解任を求めるが、もはや異常なまでに膨れ上がった隊の歯止めになるのは悌二郎のような男だ、との森の言葉に乗せられ、彼もまた隊列に加わるのだった。
その間にも新政府の兵士と隊士の対立関係は悪化し、徳川家は彰義隊との関係を持たないと宣言、隊は江戸警護の任を解かれる。これに従おうとしない隊の若者たちと政府軍との衝突を案じて、穏健派幹部は希望者の脱退を許可すると決定、異議を唱えた森は隊士たちに粛清される。そして戦乱は避け得ない運命として彰義隊を呑み込み、ついに新政府軍との一大合戦、上野戦争が始まる。酸鼻を極める戦闘によって、青春を謳歌していたはずの若者たちはつぎつぎと地にくずおれてゆくのだった。

## 書籍情報
- 1983年5月 - 青林堂から出版。『ガロ』連載分に前日編「長崎より」を追加して刊行。
- 1987年12月1日 - ちくま文庫より出版。ISBN 978-4480021922
- 2012年4月24日 - 小池書院より出版。ISBN 978-4862258243

## 映画
2015年9月26日に公開。監督は小林達夫、主演は柳楽優弥と瀬戸康史。
第39回モントリオール世界映画祭のワールド・コンペティション部門に正式出品。

### キャスト
- 秋津極：柳楽優弥[3][4]
- 吉森柾之助：瀬戸康史[3][4]
- 福原悌二郎：岡山天音[3][4]
- 福原砂世：門脇麦[3][4]
- かな：桜井美南[3][4]
- 井之脇海[3][4]
- 高山侑子[3][4]
- 藤原令子[3][4]
- ナレーション：カヒミ・カリィ[3][4]
- 隆大介[3][4]
- 飴屋法水[3][4]
- 峯村リエ[3][4]
- 小市慢太郎[3][4]
- りりィ[3][4]
- 森篤之進：オダギリジョー[3][4]

### スタッフ
- 原作：杉浦日向子『合葬』
- 監督：小林達夫[3][4]
- 脚本：渡辺あや[3][4]
- 製作代表：高橋敏弘
- プロデューサー：瀬戸麻理子[3][4]、榎望[3]
- 撮影：渡辺伸二[3][4]
- 照明：高屋齋[3][4]
- 美術：馬場正男、磯見俊裕[3][4]
- 録音：山本研二[3][4]
- 編集：後藤あずさ
- 音楽：ASA-CHANG&巡礼[3][4]
- 助監督：宇喜田尚
- 装飾：中込秀志
- 記録：西岡智子
- VFXスーパーバイザー：長谷川靖（PYRAMID FILM INC.）
- セットデザイン：豊田紗智子
- 衣装：宮本まさ江[3][4]
- 殺陣：菅原俊夫
- サウンドデザイン：清水和法
- 音響効果：堀内みゆき
- キャスティング：日比恵子
- 演出補：井上昌典
- 音楽プロデューサー：齋見泰正
- ビジネスプランナー：寺西史
- 製作担当：山田智也
- ラインプロデューサー：都築直飛
- 時代考証：大石学
- 宣伝プロデューサー：関根美千代
- 原作協力：鈴木雅也、鈴木弘子
- 配給：松竹メディア事業部[3][4]
- 制作協力：松竹映像センター
- 企画・制作：松竹撮影所[4]
- 製作：「合葬」製作委員会（松竹）